# Chongqing
Chongqing (AFI: [ʈʂʰʊŋtɕʰiŋ]; 重庆S, ChóngqìngP, detta Chongqing Municipality nelle versioni per l'estero dei siti ufficiali) è una città della Cina centro-meridionale, e una delle quattro municipalità autonome della Repubblica Popolare Cinese, amministrativamente parificate alle province.
L'area urbana di Chongqing è fra le più popolose del mondo: la zona urbana vera e propria conta circa 8 milioni e mezzo di abitanti, ma entro i confini municipali si superano i 32 milioni, il che la rende il comune più popolato del mondo oltre ad essere la città più estesa del mondo.

## Storia
Si ritiene che Chongqing corrisponda al semi-mitologico Regno di Ba, fondato nell'XI secolo a.C. dall'omonimo popolo Ba e distrutto nel 316 a.C. dal Regno di Qin. L'imperatore della Dinastia Qin dispose la costruzione di una nuova città, chiamata Jiang, e istituì la prefettura di Chu. Nel 581, sotto il potere della Dinastia Sui, Chongqing fu trasformata nella prefettura di Yu. Nel 1102 la città venne rinominata Prefettura di Gong.
Nel 1189 il principe Zhao Dun, della Dinastia Song, salito al trono e incoronato Imperatore di Guangzong, ribattezzò la città Chongqing e ne stabilì la sub-prefettura. Nel 1362, durante la Dinastia Yuan, Ming Yuzhen, un contadino ribelle, stabilì a Chongqing il Regno di Daxia per un breve periodo. Nel 1621 venne fondato un altro regno di breve durata, il Regno di Daliang. Nel 1891 Chongqing divenne il primo porto commerciale dell'entroterra aperto ai traffici con stranieri.
Dal 1929 Chongqing divenne una municipalità della Repubblica di Cina. Chongqing fu la capitale provvisoria del governo di Chiang Kai-shek durante la seconda guerra mondiale e subì i duri bombardamenti dell'aviazione militare giapponese, soffrendo inoltre una carestia che portò fame e malnutrizione a gran parte della popolazione. Nel 1954 la municipalità di Chongqing venne ridotta al rango di città provinciale della Repubblica Popolare Cinese. Tra il 1966 e il 1968, nel corso della Rivoluzione culturale che investì tutta la Cina, Chongqing fu teatro di violenti scontri che portarono alla morte di almeno 1.700 persone.
Per tre anni Chongqing venne amministrata come città sub-provinciale della provincia del Sichuan. Il 14 marzo 1997 l'ottavo Congresso Nazionale Popolare decise di unire la città di Chongqing con le vicine Fuling, Wanxian e Qianjiang nella municipalità di Chongqing. La nuova municipalità fu creata con l'intenzione di favorire lo sviluppo economico delle regioni occidentali della repubblica e offrire una nuova sistemazione alle persone allontanate dalle aree interessate dalla costruzione della diga delle Tre Gole.

## Geografia antropica

### Suddivisioni amministrative
La municipalità è ripartita in 38 suddivisioni: 26 distretti urbani, 8 contee, 4 contee autonome.

## Infrastrutture e trasporti
Chongqing è dotata di una rete molto estesa di autobus, che sono i mezzi più diffusi nel traffico della città, di una metropolitana, e dell'Aeroporto Internazionale di Chongqing-Jiangbei.
A Chongqing è stato inaugurato nell'aprile 2009 il ponte di Chaotianmen, il ponte ad arco in acciaio con la maggior luce al mondo.

## Geografia fisica
Le coordinate geografiche convenzionali della municipalità sono 105°17'-110°11' Est, 28°10'-32°13' Nord. La temperatura media annua è di 18 °C e le precipitazioni annue registrate corrispondono a 1000–1400 mm. La municipalità confina a est con le province dell'Hubei e dell'Hunan, a sud con la provincia del Guizhou, a ovest con la provincia del Sichuan e a nord con la provincia dello Shaanxi. Adagiata sul bordo dell'altopiano Yungui, Chongqing è attraversata dal fiume Jialing e dal tratto superiore del fiume Yangtze.
La città di Chongqing è caratterizzata per lo più da formazioni collinari che riducono in modo significativo l'uso della bicicletta come mezzo di trasporto. Il clima è semi-tropicale con le influenze stagionali monsoniche tipiche dell'Asia meridionale. Durante la seconda guerra mondiale la spessa nebbia che avvolge la città offriva protezione dai bombardamenti dell'aviazione giapponese. Come in molte altre metropoli industriali cinesi, l'inquinamento dell'aria è un serio problema ed è dovuto all'impiego massiccio del carbone per la produzione di energia elettrica per usi domestici e industriali.

## Economia
Posta a monte del progetto della diga delle Tre Gole, Chongqing è la testa di ponte per lo sviluppo economico delle regioni occidentali della Cina. Per questo motivo sono stati stanziati ingenti investimenti per lo sviluppo delle infrastrutture pubbliche della città, come la nuova ferrovia sopraelevata per le comunicazioni all'interno della municipalità.
In città crescono anche gli investimenti esteri grazie alla possibilità di godere dei vantaggi di una futura crescita delle regioni occidentali del paese. Nel 2003 il PIL della città ammontava a 225 miliardi di renminbi e il PIL pro capite a 9038 renminbi (rispettivamente equivalenti a circa 29 miliardi di euro e 1667 euro. Tasso di cambio dell'8 ottobre 2024, 1 CNY = 0,13 EUR).

## Monumenti e luoghi di interesse
La città di Chongqing è sede del più grande auditorium della Repubblica Popolare Cinese, la Grande Sala del Popolo. Costruito nel tipico stile della Dinastia Tang, ha una forma circolare e occupa parte del distretto centrale della città. Il quartier generale del generale USA Joseph Stilwell, usato durante la seconda guerra mondiale, oggi ospita un museo. Il moderno zoo urbano esibisce animali tipici come il panda gigante e la tigre della Cina meridionale. Il raro cane cinese Chongqing prende il nome dalla città.

### Musei
- Museo subacqueo di Baiheliang, primo museo subacqueo della Cina[4]
- Museo delle Tre Gole
- Museo d'arte di Chongqing
- Museo della scienza e della tecnologia di Chongqing

### Teatri
- Grande teatro di Chongqing

## Amministrazione

### Gemellaggi
Chongqing è gemellata con:
- Washington
- Düsseldorf
- Seattle
- Hiroshima
- Toronto
- Brisbane
- Tolosa
- Leicester
- Detroit
- Shiraz

## Galleria d'immagini

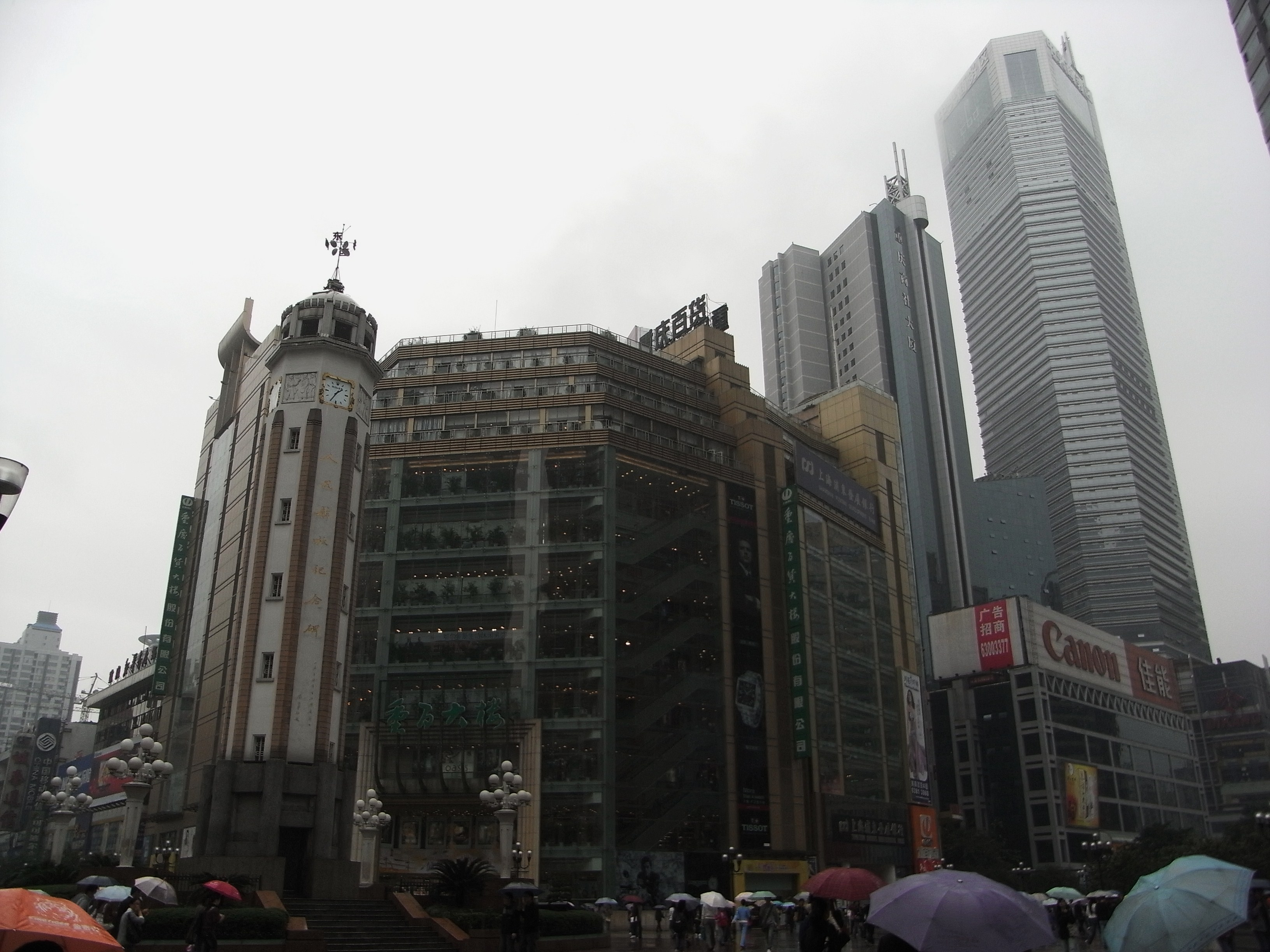
Centro della città: Torre della liberazione
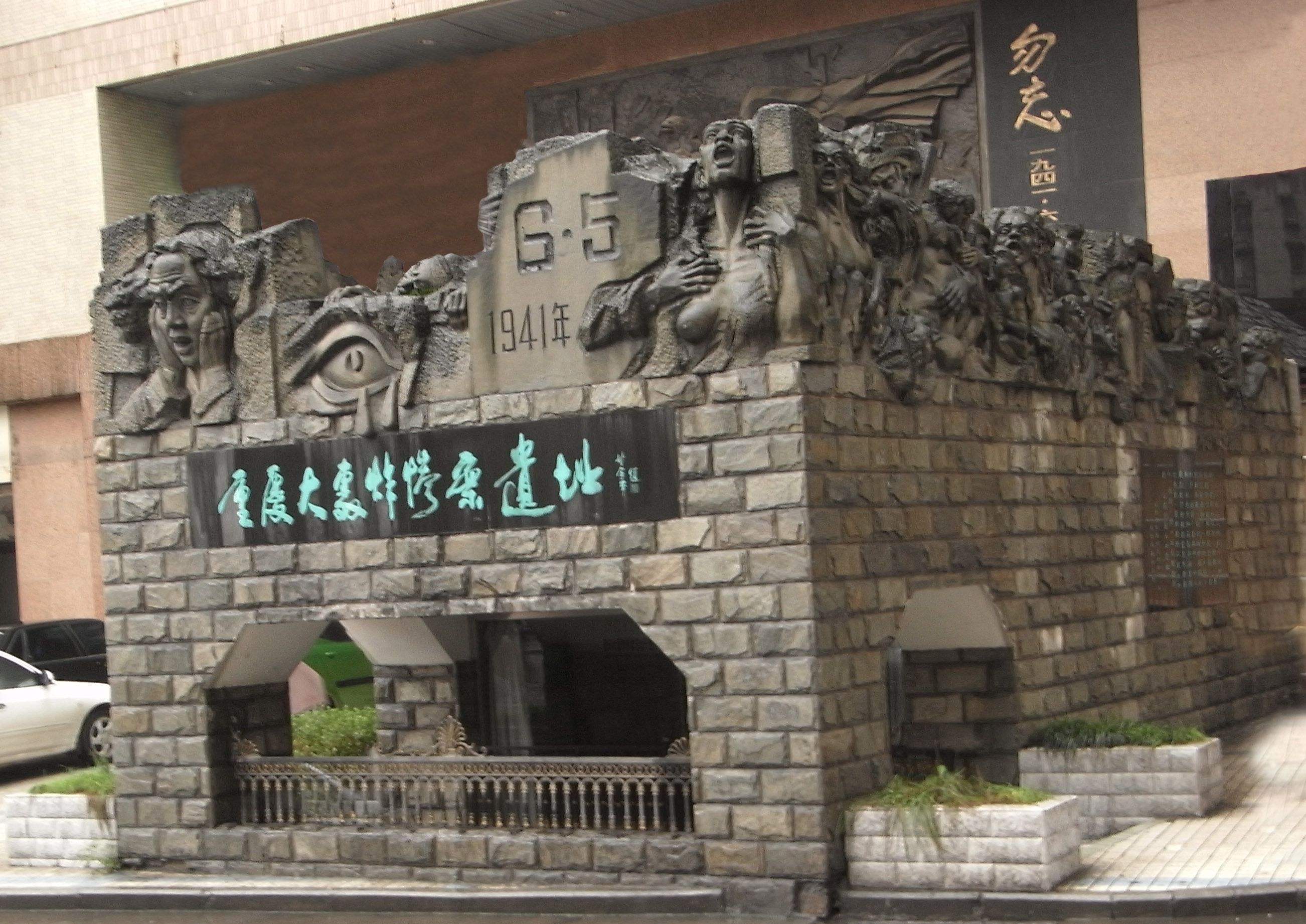
Centro della città: monumento in ricordo del bombardamento giapponese del 1941